# Бапуон

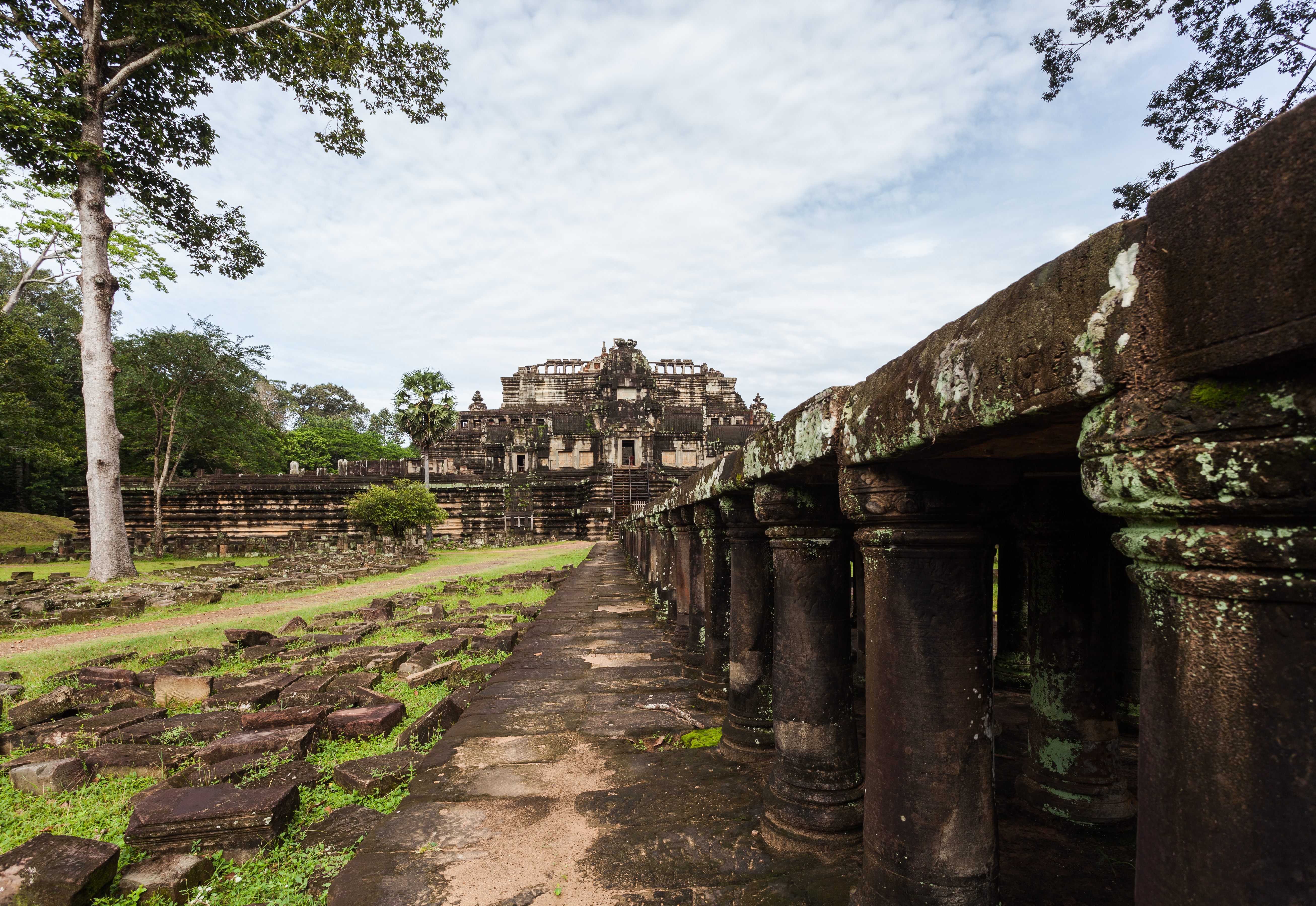

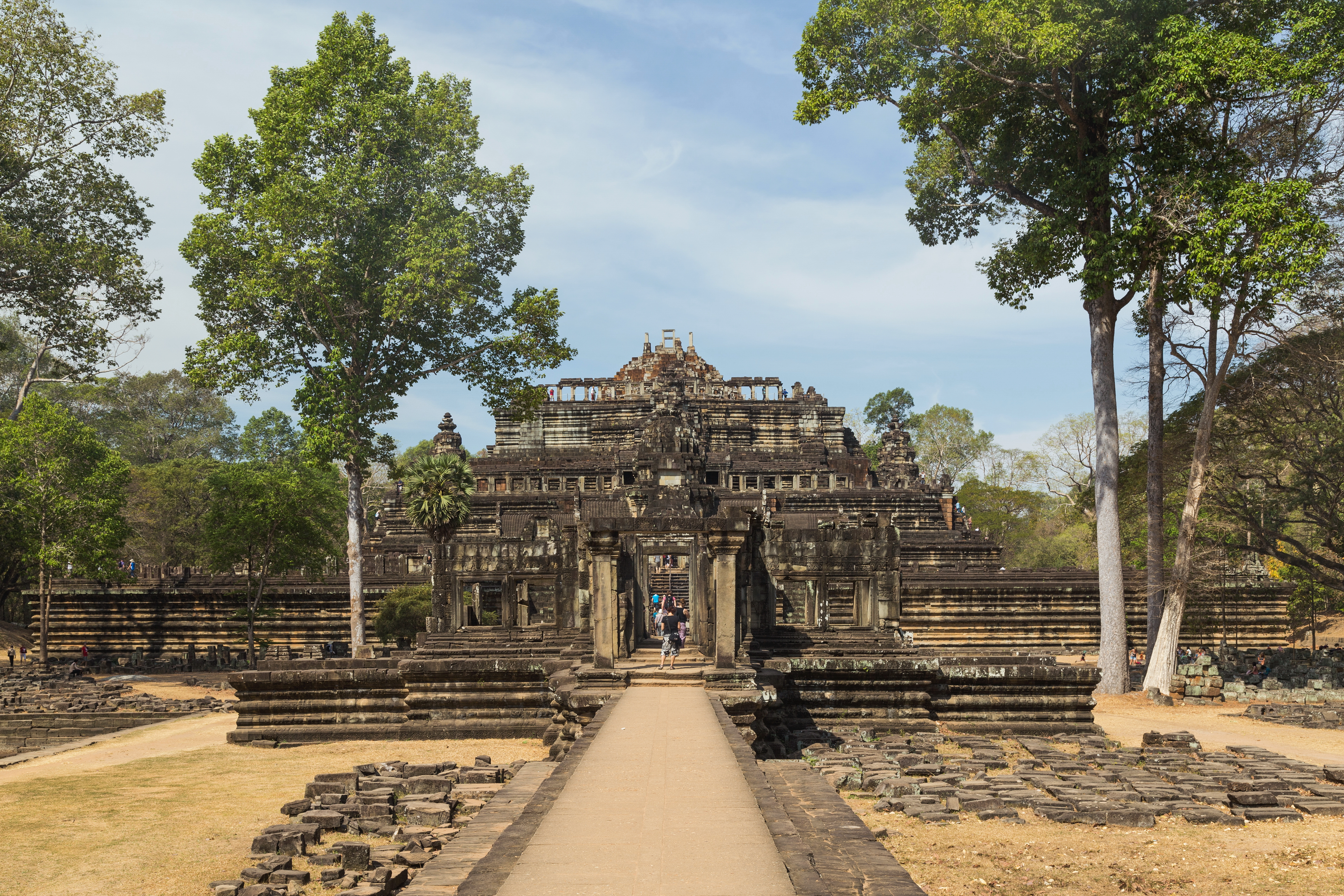
Вид з сходу

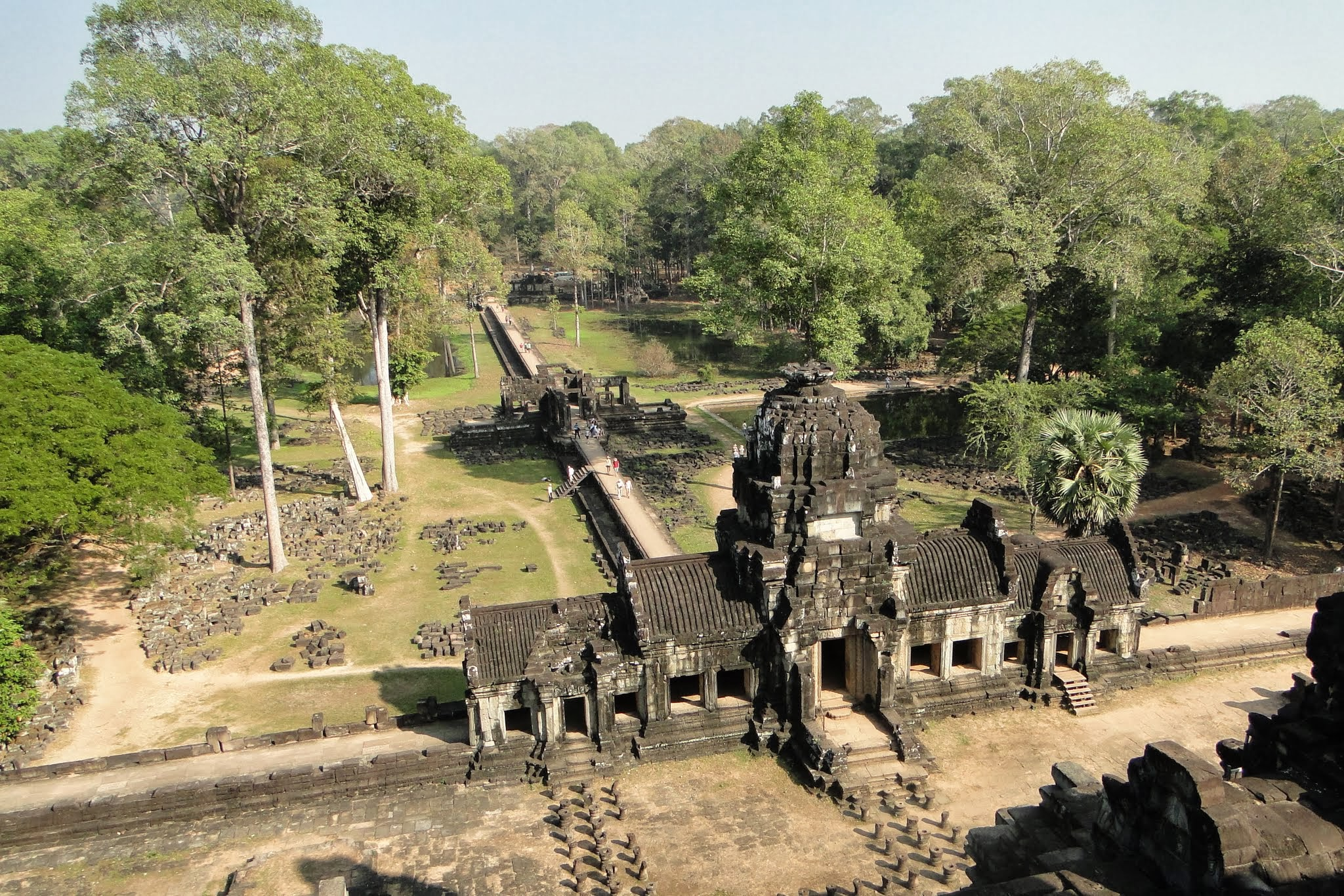

13°26′38″ пн. ш. 103°51′22″ сх. д. / 13.443767° пн. ш. 103.856169° сх. д.
13°26′ пн. ш. 103°50′ сх. д. / 13.433° пн. ш. 103.833° сх. д.
Бапуон (кхмер. បាពួន baːpuən) — центр столиці Удаядітьявармана II.
Через невідповідність інженерних можливостей кхмерів їхнім прагненням, найчастіше до нас[кого?] їхні твори архітектурної думки доходять у жалюгідному[ненейтрально] або майже знищеному стані, храм-гора не те що б не виняток, швидше це — найсерйозніший тому приклад.

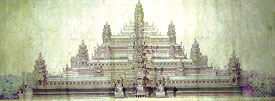

Храм Бапуон оточений прямокутною огорожею 420×123 м, цілком спорудженою з пісковика.
Піраміда: основа — 128×102 м, вершина — 41×35 м, висота — майже 24 м. З урахуванням верхнього прасату загальна висота храму сягає 49 м.
До храму веде дорога довжиною близько 170 м, піднята над рівнем землі майже на метр, вона спирається на три ряди колон, що слугували[уточнити] опорами. На півшляху до храму розташований хрестоподібний у плані павільйон, щаблі від якого ведуть до водосховища з південного боку. Ймовірно[джерело?], таке ж водосховище розташовувалося і з півночі.
Гопура, що є входом на перший рівень, включена в галерею, що йде всім периметром храму — зараз повністю відновлена методом анастілозу. Гопура має третю структуру: квадратна, центральну кімнату обрамлено крилами, розділеними на два приміщення — одне всередині іншого, що створює телескопічний ефект. Їй передує другий вестибюль із зовнішньої сторони і одинарний внутрішній.
Бічні кімнати закінчуються псевдосклепіннями, центральна має ще один маленький ярус, увінчаний незвичайним куполом з квадратною основою (зімкнутий звід), який завершується флероном у вигляді бутона лотоса.
У галереї, куди веде ця велична гопура, глухі вікна знаходяться на зовнішній стіні, а справжні — на внутрішній, всі вони забрані колонками.
На першому рівні Бапуона збереглися руїни чотирьох «бібліотек» — двох сторін: західної і східної, вони з'єднувалися попарно, піднесена дорога. Другий рівень утворений другою платформою й увінчаний вузькою галереєю з пісковика складним куполом з чотирьох рядів кам'яних блоків, що завершується двома сусідніми блоками зі справжніми вікнами по обидва боки. Третій рівень розділений на дві платформи і завершується галереєю. Між другим і третім рівнями збереглися руїни сходів по кутах, що ведуть до кутових башт.
На території храмового комплексу є лише один хрестоподібний прасат — вершина комплексу, призначення якого досі невідомо[джерело?].

## Галерея

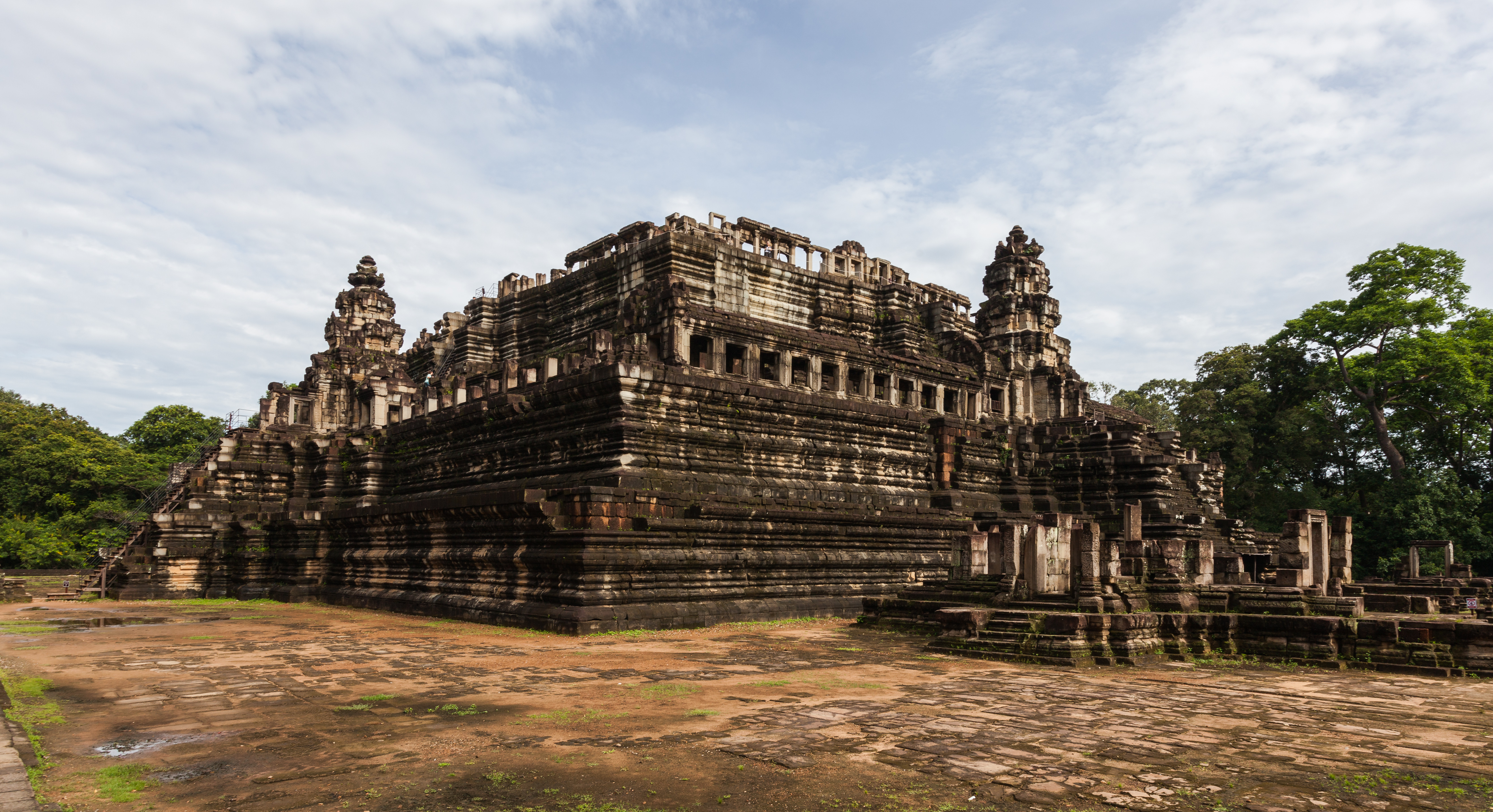
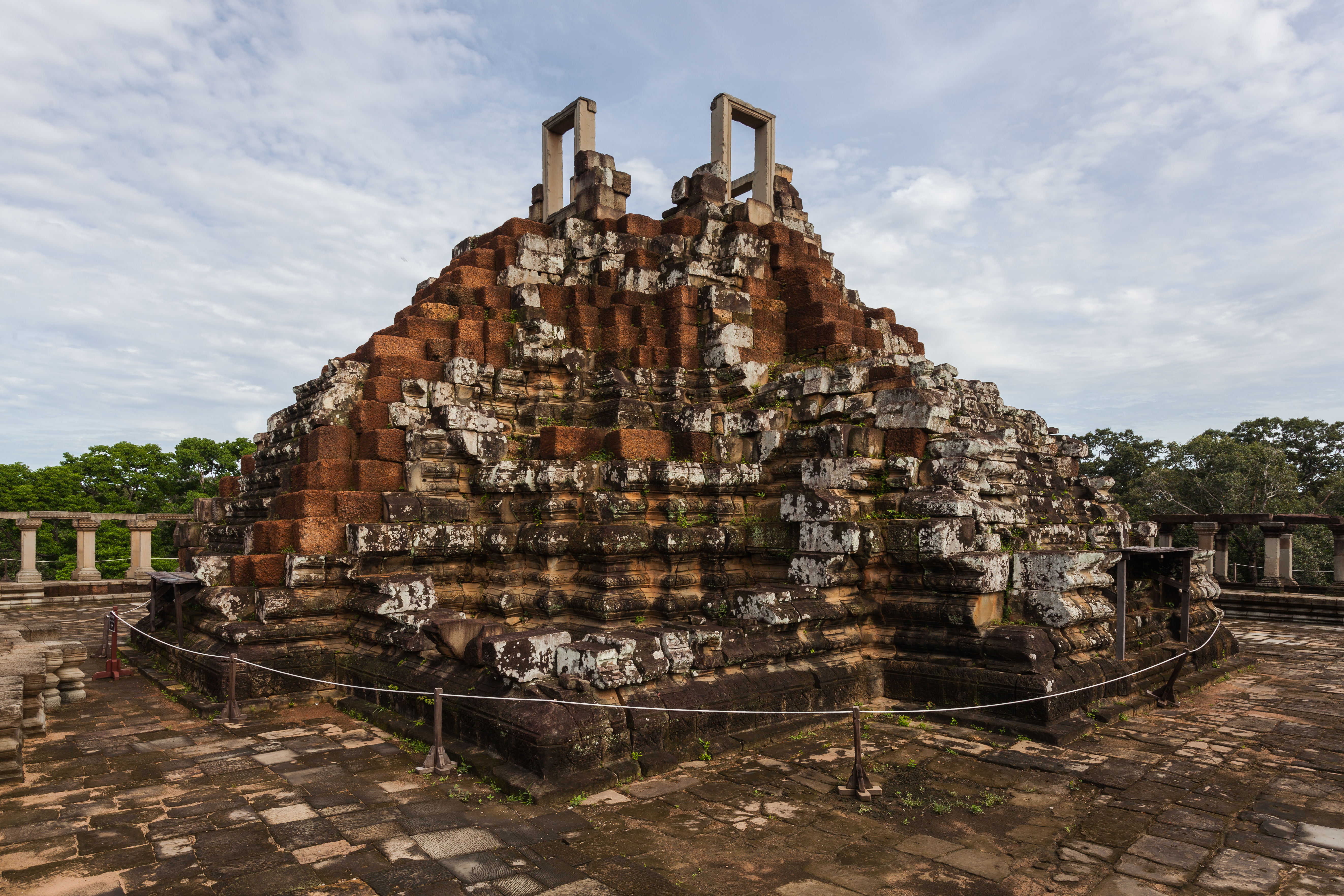
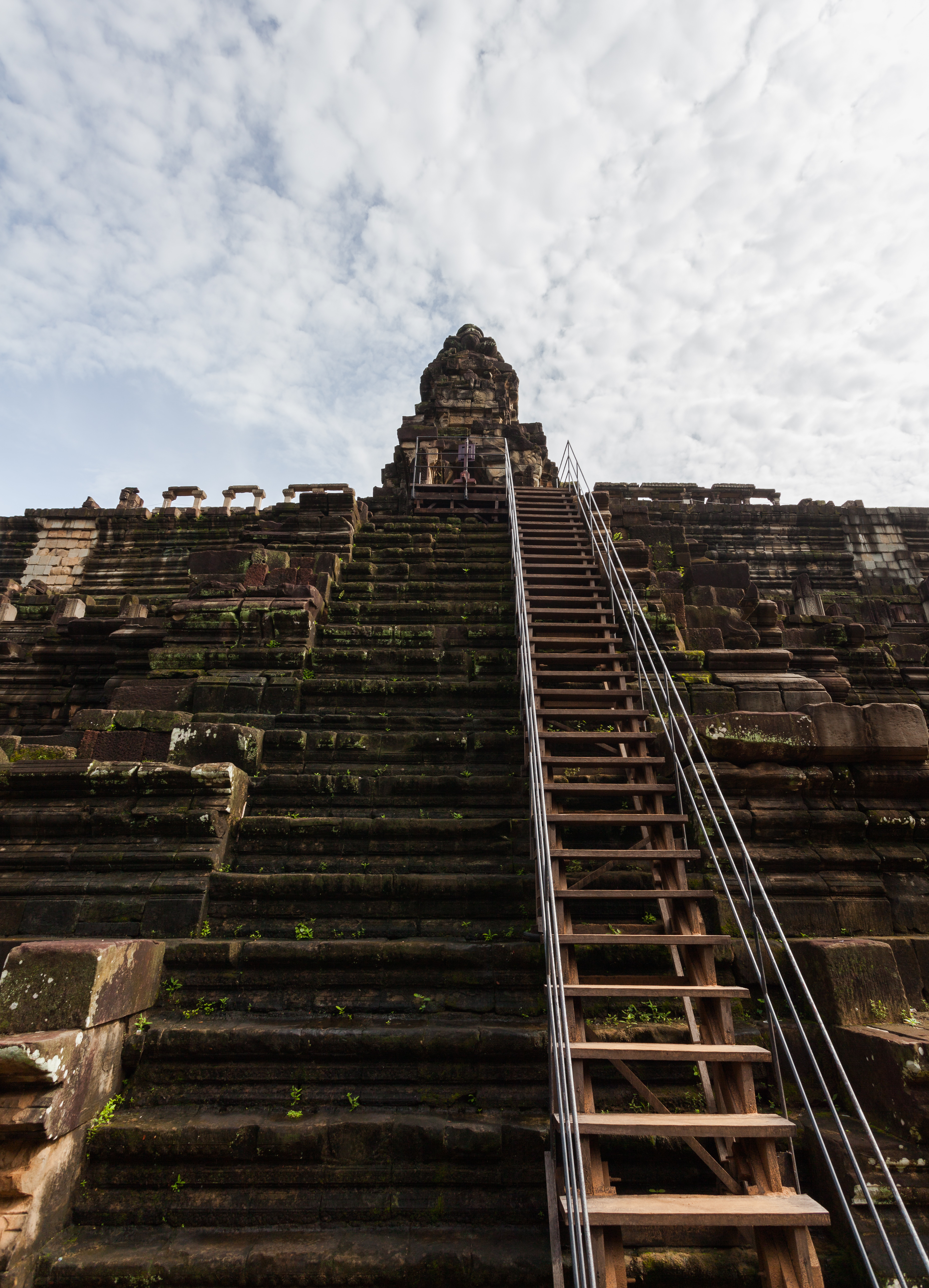
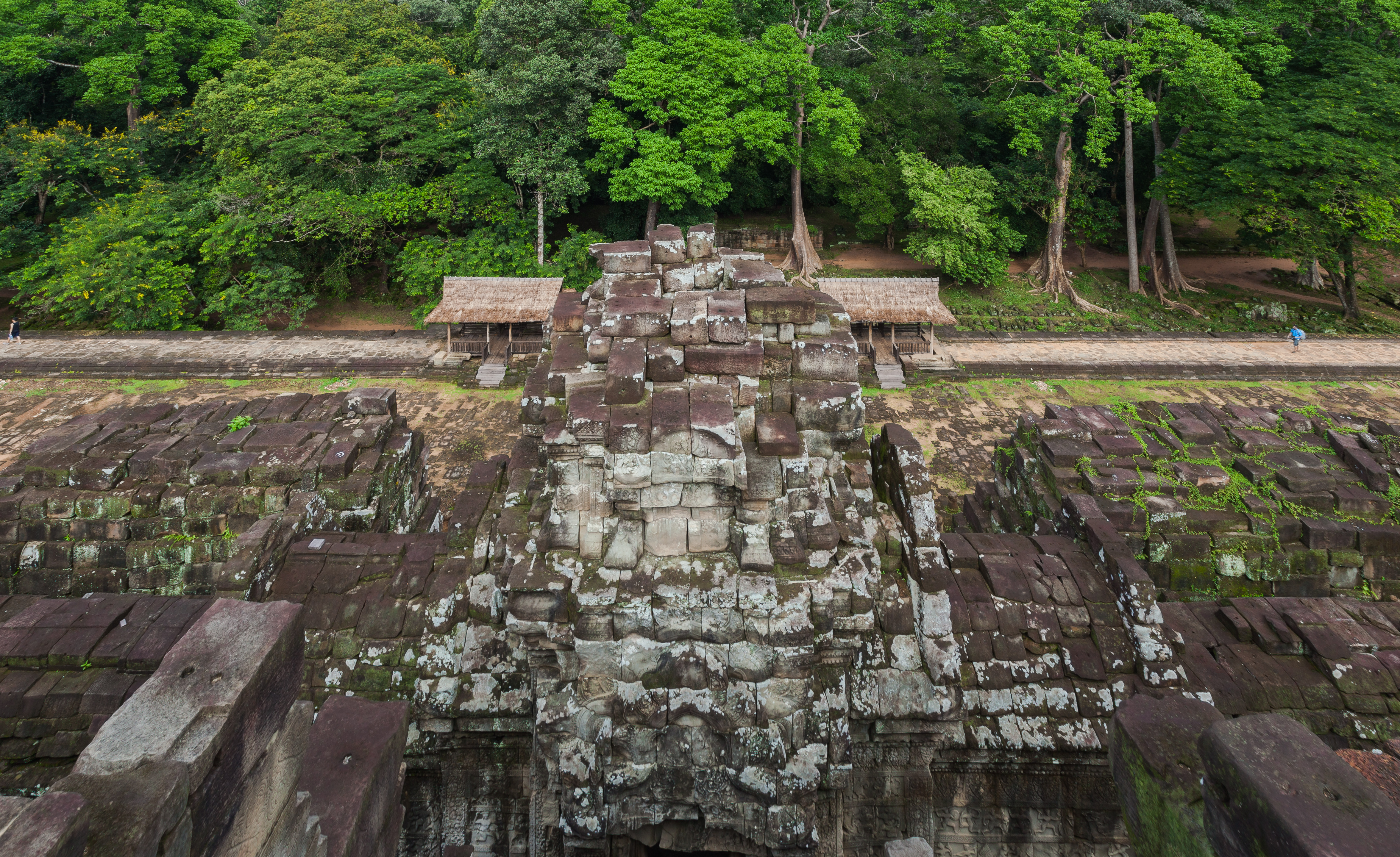
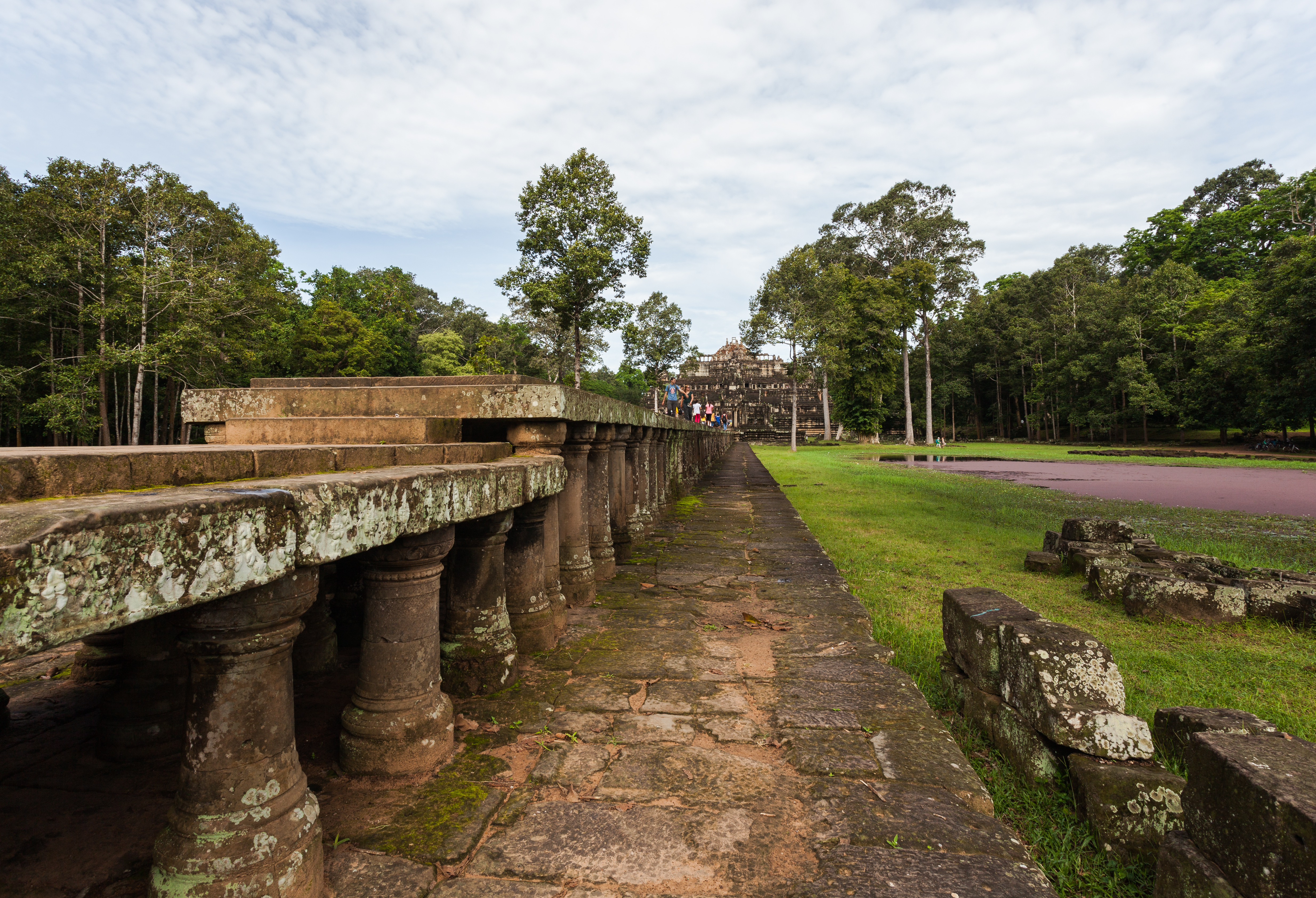
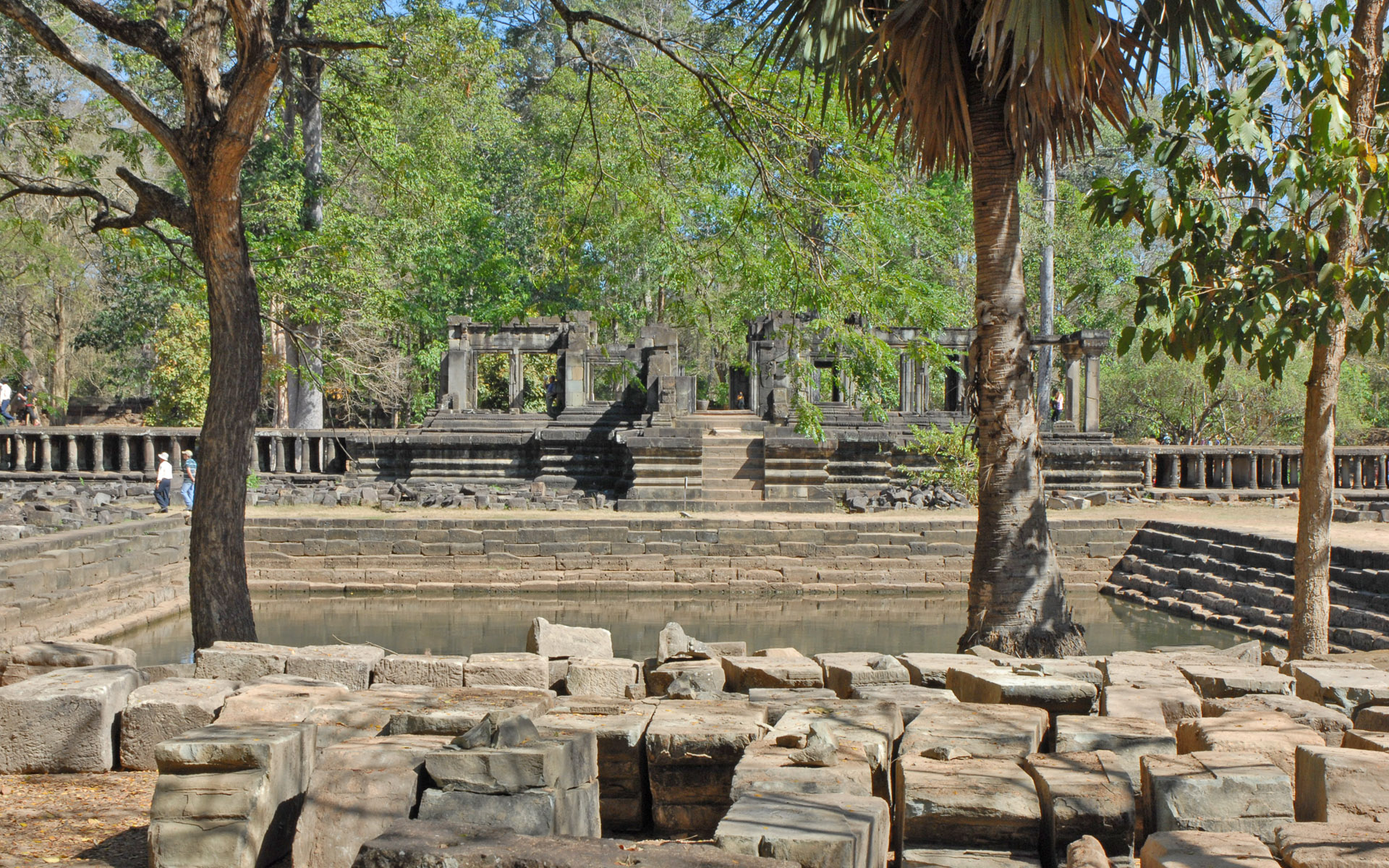
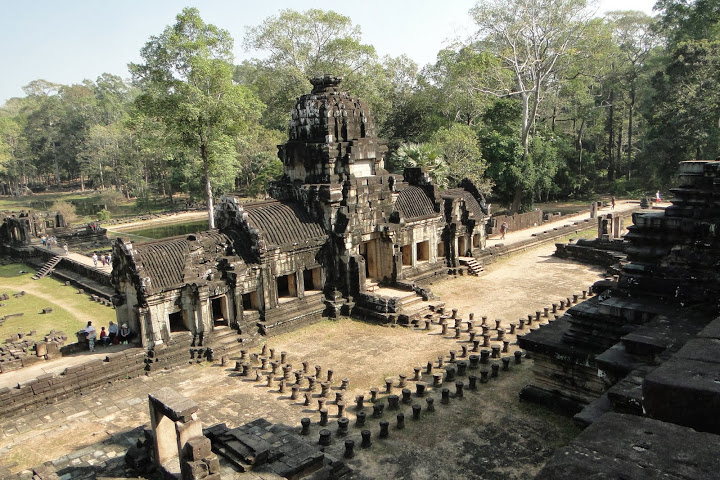